# 解縉內閣
解縉內閣成立於洪武三十五年十一月十日（1402年12月4日），結束於永樂五年二月五日（1407年3月14日）。是明成祖統治下的第二個內閣，亦是第一個正式內閣，由時任侍讀學士解縉組閣。
解縉內閣任內，奉命总裁编撰《明太祖实录》与《列女傳》。書成，成祖赏赐銀幣。其后又主编《永乐大典》。永樂二年（1404年），成祖召见解缙等閣員说：“你们七人朝夕相处，我经常在宫中称赞你们的勤勉谨慎。往往最初容易谨慎，而最终仍然能保持下去的则很难，希望你们能够共勉。”于是各赐五品官服等。恰逢立春时，成祖赐其等金綺衣，与尚书地位相同。此后内阁进言，成祖均虚心采纳。
永樂五年二月五日，解縉因廷試讀卷不公而受连坐，被贬为广西承宣布政使司參議；同日由胡廣接替解縉出任內閣首輔。

## 組閣過程
洪武三十五年十一月十日，解縉晉升侍讀學士，其餘內閣輔臣一律出任侍讀，解縉由於官位名列內閣之首，遂被成祖正式任命為主持閣務的首輔。

## 內閣成員
以下閣員全部自黃淮臨時內閣續任：
| 職位   | 姓名   | 備注                               |
| ------ | ------ | ---------------------------------- |
| 首輔   | 解縉   |                                    |
| 次輔   | 黃淮   |                                    |
| 大學士 | 胡廣   |                                    |
| 大學士 | 楊榮   |                                    |
| 大學士 | 楊士奇 |                                    |
| 大學士 | 金幼孜 |                                    |
| 大學士 | 胡儼   | 永乐二年（1404年）九月出閣轉任祭酒 |